# La Dorera
La Dorera (La Durera en asturiano y de forma oficial) es una aldea del concejo de Belmonte de Miranda, en el Principado de Asturias, España. Está situado a 2,5 km de la villa de Belmonte, capital municipal.

## Historia
Una propuesta etimológica propone que el término "Durera" haría referencia al "molino del arroyo". Sin embargo, no ha sido posible rastrear restos de ningún molino en las inmediaciones del pueblo, si bien las fuentes hacen referencia a uno situado en el Regueiru Barbal, que desciende desde Sierra de Meruxa. Este molino, actualmente en ruinas, ya en el año 1600 era posesión de Alonso González de Belmonte, y cómo se especifica en el Libro Tumbo del Monasterio de Belmonte éste pagaba tres eminas y media por el molino. En este foro de tres vidas le sucedió su mujer Maria Menéndez de Belmonte. Las fuentes comentan que a causa de la escasez de agua en dicho arroyo,  Maria Menéndez de Belmonte se vio obligada a enviar una petición al monasterio, y posteriormente de la renta de todo su foro se retiraron 3 eminas del pago. A cambio ella debía dejar el molino cómo se lo dio el monasterio. En el año 1604 se entregan las escrituras a María Menéndez ante el escribano del monasterio. Más tarde el molino se afora a Julio Álvarez de Cienfuegos. 
Las fuentes Pero no eran estas las únicas posesiones de Alonso González de Belmonte ya que también poseía una amplia heredad en La Dorera (por valor de dos días de bueyes) y como el Abad Bernardo escribe en el Libro Tumbo del Monasterio de Belmonte, tenía la condición de hacer a prado esa heredad, que recibía el nombre de Pradón de la Durera. A la muerte y sucesión de su mujer María Menéndez de Belmonte, un cura del coto hace dejación, en el año 1622, de la heredad a Julio Álvarez de Cienfuegos al cual se le exige el pago de dos eminas de escanda y 2 reales. También era poseedor del Codexal, un prado limítrofe del monasterio, y que tenía valor de tres días de Bueyes, por el que abonaba la cantidad de tres reales y medio al monasterio. Nuevamente, y por dejación del cura de Pigüeña, en el año 1632, se afora el Codexal a Santiago Martínez de Belmonte. Contenía este nuevo foro 4 días de bueyes. Dos por la cabaña de arriba y dos por la de abajo, y se le pone por condición que la cabaña de arriba ha de estar bien edificada.

## Clima
La Dorera en su mayor parte tiene clima oceánico de interior húmedo , con precipitaciones abundantes e inviernos frescos y veranos suaves. 

## Relieve
La Dorera se encuentra a 500m - 800 m sobre el nivel del mar. Algunas de sus principales elevaciones son el pico Las llanas (700 m) y el pico requexu (600-700m) . 

## Hidrografía
La Dorera tiene varios ríos que la cruzan, entre ellos, están el Regueiro Sillón, Regueiro Mosqueiro.

## Gastronomía
Entre los abundantes platos de Asturias , en La Doera destacan : El pote de berzas , la fabada, las papas de harina de maíz , el arroz con leche y los frixuelos.